# Distorted Dimensions
Distorted Dimensions är ett album från 1990 av gruppen Mad Sin, utgivet på Maybe Crazt Records.

## Låtlista
1. Wicked Witch
2. Indestrutible Man
3. The Walltown
4. It Bites
5. Petrol Lunatic
6. Hammer Beatin' Boogie
7. No Escape
8. Moonlight Shadows
9. Watch Out
10. Mad Man Rock
11. Chainsaw Cannibals
12. Fashion Train